# Pseudoselago arguta
Pseudoselago arguta är en flenörtsväxtart som först beskrevs av Ernst Meyer, och fick sitt nu gällande namn av O.M. Hilliard. Pseudoselago arguta ingår i släktet Pseudoselago och familjen flenörtsväxter. Inga underarter finns listade i Catalogue of Life.